# Platycephalus speculator
Platycephalus speculator är en fiskart som beskrevs av Carl Benjamin Klunzinger 1872. Platycephalus speculator ingår i släktet Platycephalus och familjen Platycephalidae. Inga underarter finns listade i Catalogue of Life.